# 海难

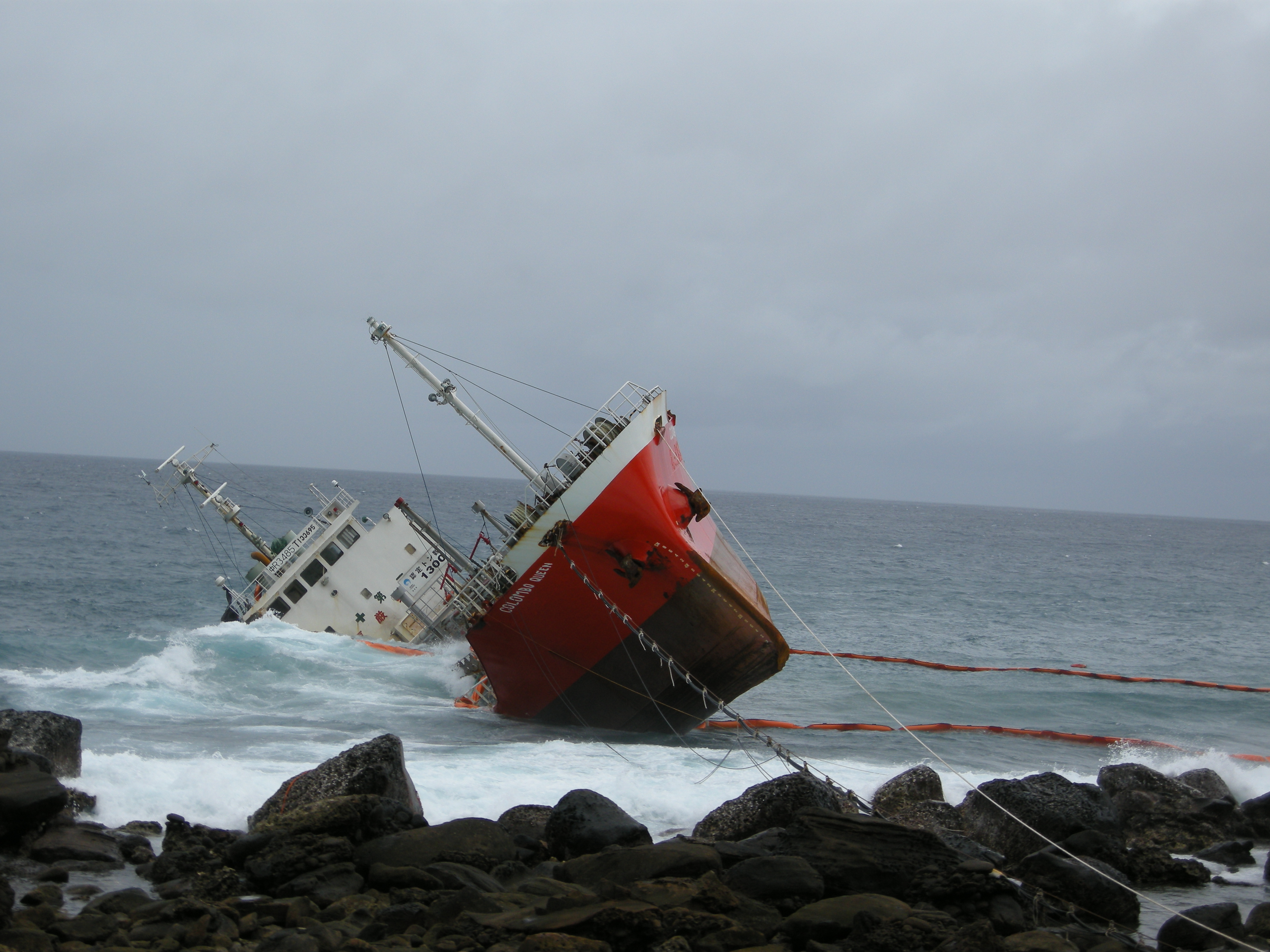
遭遇海难翻倒的船舶

海难，也称作船难（英語：Shipwrecking），是指船舶、潜艇等交通工具在海上运输过程中由于自然或人为原因造成重大事故，导致所载人员伤亡或货物、财产损失的突发事件。由于轮船运载能力大，海难造成的损失往往较为巨大。海上情况多变复杂，台风、巨浪、海啸、暗礁、冰山都可能会影响船只运行。海上人员稀少，海难发生时常常距离人类聚居处较远，因而海难发生后获救也颇为困难。

## 历史
在人类的早期航海史中，由于技术水準比较落后，导航依靠目视海岸线、星空，极易迷失方向。船只动力为人力船桨或是风帆，船只速度慢，航程短，船舶受天气影响很大。早期船只为木质船体，结构强度差，排水量小，抗风浪能力低下。这些原因使得人类早期航海活动中常出现海难，而海难中的幸存者也常常将海上异常现象的出现描述为神灵、海怪等超自然现象。随着各地区人类交往增加，对海上交通的需求开始增大起来。地理大发现前后，指南针、六分仪等设备开始被广泛运用于海航之中。18、19世纪中，铁壳船、蒸汽轮船也被发明了出来。19世纪末20世纪初，无线电通信技术出现，这极大地方便了船只与陆地、其他船只之间的联系，使船只遇难后获救的可能性也大为提高，无线电也被用于船只定位。声纳技术出现后，很快也被用于冰山探测之中。在第二次世界大战发展起来的雷达技术也被用于在在航海活动中探测天气，以及为船只导航。20世纪50年代后，航空技术的发展也有利于降低海难发生的概率。与普通无线电通信相比，通訊衛星也能够提供更广的通信范围。70年代中投入使用的全球定位系统使得航海定位更为快捷准确。1992年后投入使用的全球海上遇险和安全系统则建立起了集预报、警告、搜救为一体的航海安全系统。
基本上如遇船難，可分為:觀察，通報，預警，疏散。如果大型船隻或是裝備較齊全的船隻，在遇到事故後，所有人員於工作岡位待命並且回報狀況，如果確認船隻於無法避免事故的狀況下（例如:進水 / 傾斜 / 燃燒 / 隔水艙失效），應所有人員至甲板集合待命，於船艙內不可穿著救生衣，抵達甲板後穿起救生衣。某些商貨船有配備高階救生艇，內有通訊系統，醫療器材，飲水及口糧，並且擁有自有動力（引擎）。有些則同時擁有，防寒求生衣，避免落入寒帶海水失溫，並且提供浮力。
較為大型的商貨船或是郵輪，都有主動發報系統，只要系通偵測到船隻進水，就會主動透過衛星發報給周圍船隻與 當地海岸巡防機關。

## 原因
海难发生原因种类众多，但总的说来为人为与自然因素两大类。人为因素中，导致海难可能并非本意。例如驾驶人员由于疏忽大意、不按程序操作而使船只偏离航线，进入危险区域或是与其他船只碰撞；管理人员使船只超载、运载本不该运输的违规货物；技术人员由于没有及时检查、更换老旧、破损设备而导致船只出现动力、通讯设施故障、出现火灾甚至船体遭到破坏都可能是无意行为。在故意造成船只损坏时，一般将民用船只由于判断失误而被军事设施破坏称为海难，有时将海盗袭击、船员哗变等事件也归入海难。但军用船只在军事行动中遭受损失则一般不称作海难。自然因素中，恶劣天气，如大风大浪，暴风雨、台风、大雾是影响船只航行以至出现海难的重要原因。而在水面以下，暗礁、冰山因为不易被发现，也常因与船只相撞而破坏船只。海洋生物也会造成海难，如鲸鱼、鲨鱼、旗鱼等大型生物直接碰撞造成的损坏，也有海洋生物附着在船只表面造成的腐蚀损害。

## 后果与影响
船只遭遇海难，可能会导致船体破损、倾覆甚至沉没。其所载的货物或船只部件可能会遭受海水侵蚀、浸泡或是落入大海。当所载货物是危险化学物品、石油、核设施时，则会对海洋环境造成重大破坏。对于从船只上掉落海中或是随船沉没的物件归属问题，并没有统一的看法。有些人认为即便是有上百年历史之久的沉船，其所有权仍然归船只所有国。也有人认为打捞方也有所打捞财物的部分所有权。而客船发生海难时，由于其载客量大，可能将会有数量众多的乘客遇难。

## 救援
- 清淤

將擱淺部位的地方清淤。
- 減重

卸載燃料、壓艙水，或是其裝載的貨物。
- 浮船

使用氣球充填在海平面下的破損船艙，或是使用起重機船吊起沈船。
- 拖曳

利用漲潮時，使用拖船將擱淺的船隻拉回航道。